# Liste der Bürgermeister des Distrikts San Borja

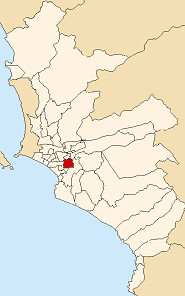
Lage des Distrikts San Borja innerhalb der Provinz Lima

Diese Liste der Bürgermeister des Distrikts San Borja führt die Bürgermeister (alcaldes distritales) des Distrikts San Borja auf. San Borja ist einer der 43 Stadtdistrikte der Provinz Lima in Peru und ist am 1. Juni 1983 gegründet worden. Wie in jedem Distrikt Perus werden die Bürgermeister San Borjas seit den Kommunalwahlen 1998 für vier Jahre gewählt. Zuvor waren sie für drei Jahre gewählt. Der Amtseintritt ist der 1. Januar im auf die Wahl folgenden Jahr.
| Wahl (Nr.) | Bürgermeister        | Partei                         | Amtszeit  |
| ---------- | -------------------- | ------------------------------ | --------- |
| 1          | Hugo Sánchez Solari  | Partido Popular Cristiano      | 1984–1986 |
| 2          | Hugo Sánchez Solari  | Partido Popular Cristiano      | 1987–1989 |
| 3          | Hugo Sánchez Solari  | Frente Democrático             | 1990–1992 |
| 4          | Luisa María Cuculiza | Frente Renovador Independiente | 1993–1995 |
| 5          | Luisa María Cuculiza | Frente Renovador Independiente | 1996–1998 |
| 6          | Luisa María Cuculiza | Somos Perú                     | 1999      |
| 6          | Jorge Lermo          | Somos Perú                     | 1999–2002 |
| 7          | Alberto Tejada       | Democracia con Valores         | 2003–2006 |
| 8          | Alberto Tejada       | Valores Perú                   | 2007–2010 |
| 9          | Marco Álvarez        | Partido Popular Cristiano      | 2011–2014 |
| 10         | Marco Álvarez        | Partido Popular Cristiano      | 2015–2018 |
| 11         | Alberto Tejada       | Acción Popular                 | 2019–2022 |
| 12         | Marco Álvarez        | Renovación Popular             | 2023–2026 |